# Gonostomatidae
Gonostomatidae är en familj av djuphavslevande fiskar som ingår i ordningen drakfiskartade fiskar (Stomiiformes). Som trivialnamn förekommer "borstkäftar" och de är en relativt liten familj, som enligt Catalogue of Life omfattar endast åtta kända släkten med 31 arter. Gonostomatidae tar dock igen sin brist på artrikedom med totalt antal; Släktet Cyclothone med 12 arter har enligt ekolodsuppskattningar 2014 av deras totala biomassa befunnits vara det i särklass rikligast förekommande ryggradsdjuret i hela världen.

## Förekomst
Familjens medlemmar förekommer i alla hav över hela världen. Släktet Cyclothone har tillsammans med släktet Vinciguerria, som likaså tillhör de drakfiskartade fiskarna men en annan familj, det största utbredningsområdet av alla nu levande ryggradsdjur.
Gonostomatidae vistas huvudsakligen i den mesopelagiska zonen, där nya rön 2014 pekar på att deras roll i havens ekosystem och biogeokemiska cykler behöver revideras, då de förefaller omsätta ~10% av djuphavens primärproduktion.

## Systematik
Släkten enligt Catalogue of Life och Fishbase:
- Bonapartia
- Cyclothone
- Diplophos
- Gonostoma
- Manducus
- Margrethia
- Sigmops
- Triplophos

## Bilder

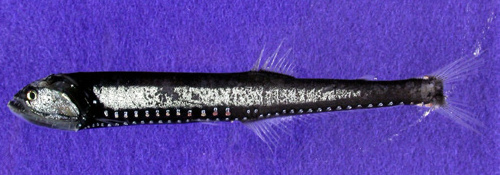
Gonostoma elongatum
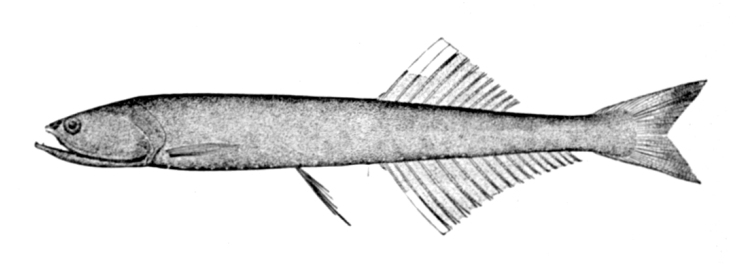
Storfjällig rundkäftfisk (Cyclothone microdon)
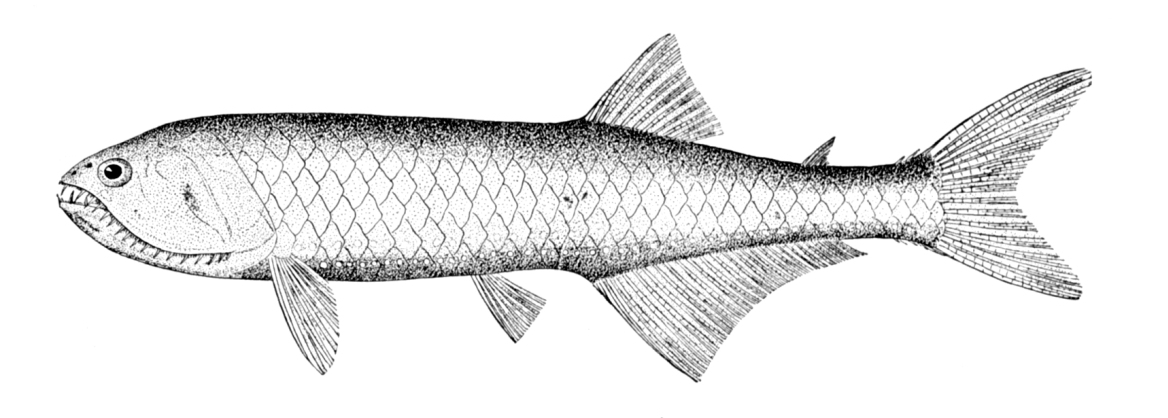
Gonostoma denudatum
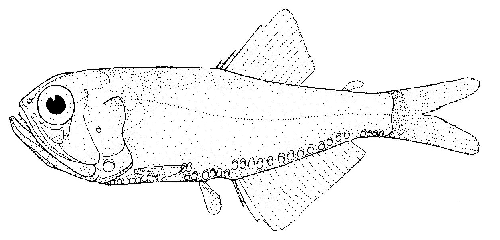
Margrethia obtusirostra
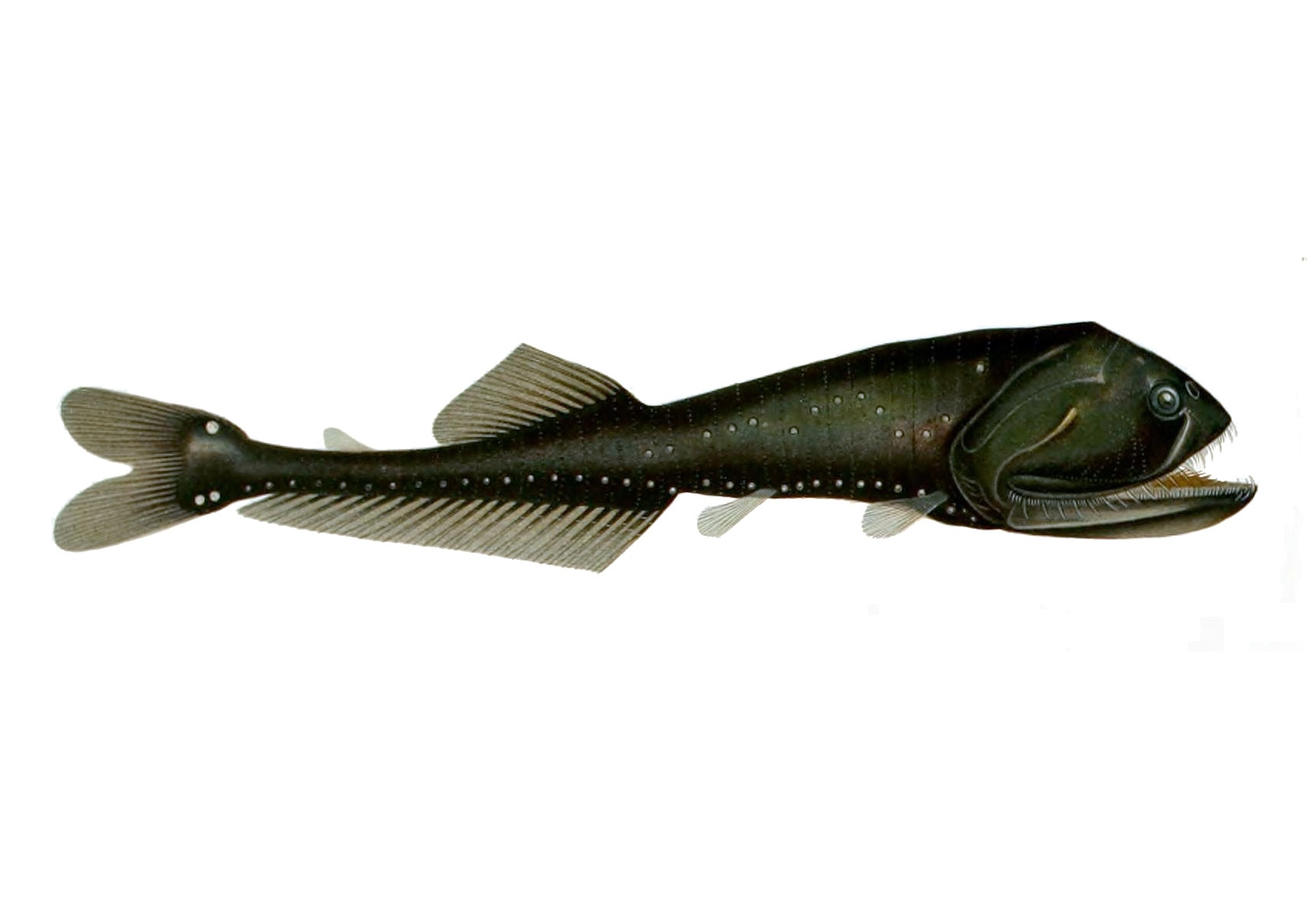
Sigmops bathyphilus
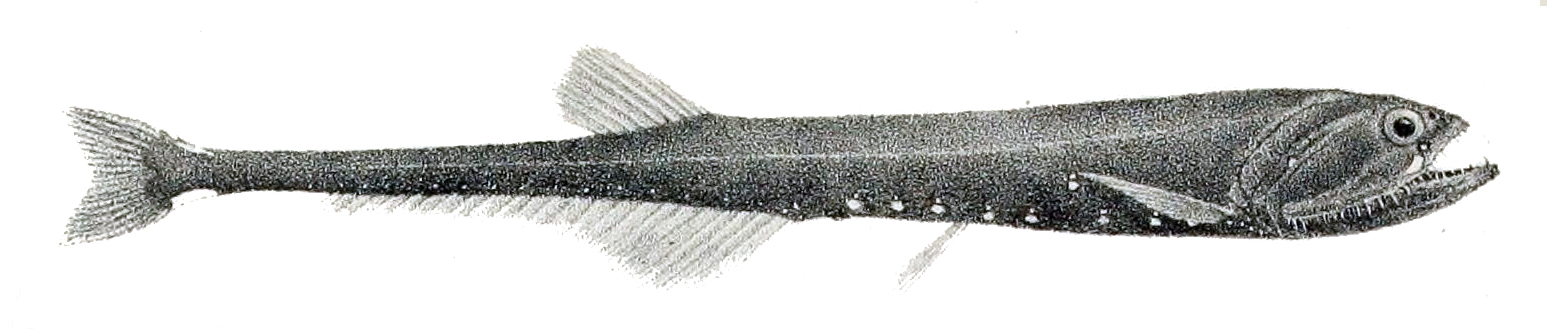
Sigmops gracilis